# Haemaphysalis houyi
Haemaphysalis houyi är en fästingart som beskrevs av Thomas Nuttall och Warburton 1915. Haemaphysalis houyi ingår i släktet Haemaphysalis och familjen hårda fästingar. Inga underarter finns listade i Catalogue of Life.